# 間組
株式会社間組（はざまぐみ、英称：Hazama Corporation）は、かつて存在した日本の大手建設会社（中堅ゼネコン）。通称「土木の名門」、「ダムハザマ」。建設業界では「青山」と呼ばれていた。一般には会社名を片仮名表記のハザマとしている。
2013年4月1日、安藤建設と対等な精神に基づいた吸収合併の方式による合併で株式会社安藤・間に商号変更された。

## 概要
東京都港区虎ノ門に本社を置く中堅ゼネコン。売上高における土木と建築の比率は5:5。1889年（明治22年）に間猛馬が門司で創業し、九州鉄道の工事を手掛けるなど、土木に定評あるゼネコンとして成長した。
古くから土木工事全般（ダム、トンネル、橋梁）の名門として知られ、「土木の名門」、「ダムハザマ」などと称されていた。
土木分野は業界大手を誇った。特にダムについては業界トップ級で、国内の施工数は戦前では業界１位、戦後も業界2位を誇り、日本国内では黒部ダムや御母衣ダムなど数多くの実績を持つ。また、トンネル工事も業界大手級で関門トンネルや青函トンネルなど数多くの難工事を手掛けた。また「トンネル工事の名門」と評されていたゼネコンの中では珍しく佐藤工業を始めとする北陸系（飛島建設、熊谷組、前田建設工業）の企業ではなかった。
一方、建築分野でも、1997年から2001年まで世界一の高さを誇ったマレーシアのペトロナスツインタワーなどを手がけた。また特殊建築としては、日本国内の江戸期城郭建築の復元工事に定評があり、鉄筋コンクリート構造の名古屋城、会津若松城や、伝統工法による木造復元の白石城、伊予大洲城などが知られている。

## 特徴
長い間、本社を外苑前駅周辺の所謂「青山」地区に構えていた。そのため、伊藤忠商事東京本社ビルやHonda青山ビル（Honda本社ビル）など青山周辺に本社を構える企業のオフィスビルの多くは当社が手掛けており、南青山・外苑地区に多くの施工物件を持つ。2002年に破綻した日産建設の本社は南青山に所在した。
また、3代目社長である神部満之助は「皇居工事1万円落札事件」（東宮御所造営工事入札に建設省は5000万円を想定したが1万円で応じた）を起こすなど皇室崇拝者で有名であり、外苑前に鎮座している明治神宮再建工事や、明治神宮野球場改修工事等も担当した。
1992年のピーク時には準大手規模の7000億の売上高を誇り、バブル期にゴルフ場開発や、ハザマ・ミサワ都市開発を設立し宅地開発等を行っていたが、バブル崩壊後に前述の経営方針が祟り財務が著しく悪化した。奇しくもバブル崩壊を決定づけた山一證券の本社ビルであった茅場町タワーは当社の施工物件である。
2003年、不動産部門と建設部門で会社を分割。不動産部門を継承した旧間組を青山管財に社名変更。建設部門を新会社として間組を設立。同社を安藤建設と資本業務提携するなどして経営を再建。
2012年5月には、さらなる収益力の強化を目指し、2013年4月1日付で資本業務提携先である安藤建設と対等な精神に基づいた合併をする計画を発表した。吸収合併の方式による合併（存続会社は間組）で、商号は株式会社安藤・間となる。

## 沿革
- 1889年（明治22年）- 間猛馬（はざまたけま）が福岡県で間組を創業
- 1920年（大正9年）-  本社を東京に移転。
- 1925年（大正14年）- 鶴見騒擾事件が起こる（清水組と間組の下請けの喧嘩）。
- 1930年（昭和5年）- 法人改組。
- 1962年（昭和37年）- 東証二部上場。
- 1974年（昭和49年）- 東証一部上場。
- 1975年（昭和50年）- 本社並びに大宮工場（埼玉県）が爆破される（間組爆破事件）。
- 1992年（平成4年）- 呼称をハザマに変更。
- 2000年（平成12年）-「新ハザマ創生計画」策定。
- 2003年（平成15年）- 不動産部門と建設部門で会社を分割。不動産部門を継承した旧間組を青山管財に社名変更。建設部門として株式会社間組（新会社としたため、東証一部のコード番号も変わる）を設立。
- 2013年（平成25年）4月1日 - 安藤建設と合併。安藤ハザマ（登記上社名「安藤・間」）となる。

## 歴代経営者
- 間猛馬 ：1889年 - 1907年  - 1858年生。土佐藩士族・間吉蔵の二男として生まれ、明治初期に上京して鉄道土木の技術を身につけ、「鉄橋小川」の異名を誇っていた小川勝五郎と知り合い、勝五郎の小川組の資金と人手の援助を得て、1889年門司で間組を創業、九州鉄道本社工事を請け負い軌道に乗せた[9][10]。日清・日露戦争を契機に朝鮮・満州へ進出し事業拡大、1907年病により引退、のちの経営は幹部社員による合議制[11]。
- 小谷清 ：1931年 - 1941年 - 1875年生1962年没。間猛馬の従兄弟で土佐藩士族の小谷正元の長男[12]。高知県立尋常中学を卒業後、神戸の貿易商で働いたのち入社、間猛馬の従兄弟(大崎重春)の娘婿[13]。株式会社化を機に社長就任、1941年に会長[11]。
- 神部満之助 ：1945年 - 1969年 - 1893年生1972年没。神奈川県南足柄市出身。岩倉鉄道学校建設科卒。1909年入社。敗戦時に社長就任、以後日本最大、世界最大であった記録的大工事を多数請け負い大企業に成長させ、1969年会長に退く。石川達三の『金環蝕』青山達之助のモデル[5][11]。
- 飯田房太郎 ：1969年 - 1975年
- 竹内季雄 ：1975年-
- 本田茂 ：1981-

## 主な施工実績
| - 球磨川第一橋梁構築（1908年） - 永代橋（1926年） ※太丸組と共同 - 東京メトロ銀座線（1933年） - 丹那トンネル（1933年） ※熱海口 - 今渡ダム（1939年) - 水豊ダム（1944年） - 大阪スタヂアム（1950年） - 丸山ダム（1955年） - 佐久間ダム（1956年） - 名古屋城天守閣再建（1959年） - 黒部ダム（1963年） - 新丹那トンネル（1964年） - 琵琶湖大橋（1964年） - 会津若松城天守閣再建（1965年） - 高根第一ダム（1969年） | - 関門橋（1971年） - 立山黒部アルペンルート（1971年） - 恵那山トンネル（1975年） - 早明浦ダム（1975年） - 越後湯沢駅（1981年） - 関越トンネル（1982年） - 大峠トンネル（1985年） - 青函トンネル（1985年） - 関西国際空港空港島（1989年） - 東京国際展示場（1995年） - 柏崎刈羽原子力発電所（1997年） - 明石海峡大橋（1998年） - ペトロナスツインタワー・タワー1（1998年） - 東北福祉大前駅駅ビル（2006年） |

## テレビ番組
- 日経スペシャル ガイアの夜明け 天空都市が新宿に?（2002年11月17日、テレビ東京）[14]